# Forêt des Combots d'Ansoine
La forêt des Combots d'Ansoine est un massif forestier s'étendant sur une partie de la presqu'île d'Arvert, en Charente-Maritime. Elle se déploie sur trois communes : Saint-Palais-sur-Mer, Saint-Augustin et Les Mathes.
Formant une enclave de 954 hectares dans la forêt de la Coubre, elle constitue une réserve naturelle protégée du conservatoire du littoral depuis 1978. Elle doit son nom au hameau des Combots (commune de Saint-Palais-sur-Mer) et à la ville d'Ansoine, ensevelie par les sables au XVIe siècle. Aux portes de l'agglomération de Royan, elle en est un des principaux poumons verts, avec la forêt de la Coubre et la forêt de Suzac. Rattachée à la région forestière nationale « Dunes d'entre Loire et Gironde », sa gestion est confiée à l'Office national des forêts.
La forêt des Combots d'Ansoine est accessible depuis Royan, Vaux-sur-Mer, Saint-Palais-sur-Mer et La Tremblade par la D25, depuis Saint-Augustin, Les Mathes et Étaules par la D145 et depuis Arvert depuis la D141.

## Histoire
Au Moyen Âge, le site des Combots d'Ansoine est couvert en grande partie par une vaste forêt de chênes et de pins baptisée « forêt de Corles » (Corles, aujourd'hui Courlay, est alors une petite seigneurie). Séparée de la « forêt de Salis » (actuelle forêt de la Coubre) par l'anse du Brajado et les marais d'Aiguedouz (Bréjat), elle borde au nord le grand étang de Barbareu, véritable mer intérieure ponctuée de petites îles, et au sud-est, les forêts littorales des environs de Royan (bois de Lo Defens, aujourd'hui des Fées, de Nauzan, etc.). Des droits d'usages étaient accordés aux « habitans et manans (sic) » (glandée, panage, bois-mort et mort-bois) et aux ecclésiastiques de l'abbaye Saint-Étienne de Vaux (forestage, pour le chauffage du four). L'essartage de certaines parties de la forêt, pratique courante, explique la présence de petits domaines ou villages : Notre-Dame-de-Buze, Ansoine, Maine-Gaudin...
Au XVIe siècle, un changement climatique baptisé « petit âge glaciaire » entraîne des hivers particulièrement rigoureux. Les besoins en bois de chauffage augmentent, et par voie de conséquence, les prélèvements en forêt également. Des tempêtes violentes balaient la côte et la conjonction de ces différents facteurs entraîne la remobilisation des sables dunaires. Dès lors, les dunes se mettent à « marcher en Arvert », représentant un danger particulièrement important pour les populations, directement (hameaux et villages engloutis) ou indirectement (comblement du golfe de Barbareu, devenu un marais insalubre frappé par de terribles épidémies de choléra et de paludisme; appauvrissement des terres agricoles…). Au XVIIe siècle, une partie de la forêt a disparu sous les sables. Ce qui reste est rebaptisé « forêt de Royan », du nom du marquisat de Royan dont elle constitue la limite occidentale (au-delà, s'étendent les terres de la baronnie d'Arvert).
Le décret du 14 décembre 1810 marque un tournant, alors qu'un véritable désert de sable couvre désormais une partie de la presqu'île d'Arvert. Décision est prise d'ensemencer les dunes pour les fixer, après acquisition des dunes en question, ou, à défaut, par les propriétaires. Si ces derniers ne peuvent financer ces travaux, l'état les prend en charge, mais en contrepartie, se réserve le droit d'exploiter la forêt jusqu'à ce qu'il rentre dans ses frais (ou que les propriétaires puissent rembourser). Aux Combots d'Ansoine, 543 hectares sont ensemencés avant d'être restitués à leurs propriétaires (les derniers recouvrant leurs terres en 1944).
En 1976, un violent incendie ravage la forêt. À la suite de ce grave sinistre, le conservatoire du littoral se porte acquéreur de plusieurs centaines d'hectares à partir de 1978 (propriété de la famille Delmas jusqu'alors), et détient désormais un petit massif de 954 hectares.

## Géographie

### Climat
La région des Combots d'Ansoine bénéficie d'un climat océanique tempéré de type aquitain, marqué par un ensoleillement assez important (avec 2250 heures par an, il est comparable à celui que connaît une partie de la côte méditerranéenne). La pluviosité y est relativement faible, les précipitations ne dépassant guère les 750 à 800 millimètres en moyenne, mais avec de grandes disparités entre les saisons. Les périodes de sécheresse ne sont pas rare, particulièrement durant les mois d'été; automne et hiver sont des saisons plus douces et humides. Le micro-climat de la presqu'île d'Arvert se singularise par ses affinités avec le climat méditerranéen, et permet l'émergence d'une végétation déjà méridionale.
Ainsi la flore se caractérise-t-elle par la présence étonnante de lauriers-roses, eucalyptus, agaves, et même les mimosas se mettent à fleurir dès le mois de janvier. Aux essences déjà méridionales du chêne vert (ou yeuse) et du cyste, s'ajoutent une forte présence de palmiers, figuiers, orangers et même oliviers. Les températures moyennes sont particulièrement clémentes, variant de +5 °C en hiver à +20 °C en été. Les gelées sont rares (environ dix jours par an).
Le vent, généralement de secteur ouest, peut souffler violemment en hiver, et occasionner d'importantes tempêtes. La tempête de janvier 1924, ou encore celle de décembre 1999, avec des rafales proches des 200 km/h, restent toutefois des exceptions. Le reste de l'année, le vent se limite à un régime de brises océaniques, lesquelles permettent de réguler les trop fortes chaleurs en été.

### Présentation
À première vue, la forêt des Combots d'Ansoine ne se distingue guère de la forêt de la Coubre qui l'entoure de part en part. Comme cette dernière, elle mêle deux essences dominantes, le pin (pin maritime essentiellement, mais aussi pin d'Alep, pin de Monterey et pin parasol) et le chêne vert, dans une association caractéristique des régions méridionales. La proportion n'est toutefois pas la même : si le couvert végétal de la forêt de la Coubre se compose à 87 % de pins, celui des Combots ne se compose que de 70 %, laissant une plus grande place aux chênes verts (16 %). La forêt compte également sur la présence de feuillus (chênes pédonculés) et de quelques essences exotiques — parfois envahissantes — comme l'ailanthe ou le robinier, particulièrement présents aux abords de la plage de la Grande Côte. Quelques zones humides offrent des faciès plus surprenants, formant de petits fragments de forêts alluviales où prospèrent plantes aquatiques et une entomofaune d'une grande diversité (libellules, notamment). La forêt des Combots abrite également plusieurs espèces de cigales (cigale grise, cigale rouge), de sauterelles, de criquets et de mantes. Elle a relevé également la présence d'une espèce d'orthoptère particulièrement rare dans la région, taxon méditerranéen (oedipodetalia charpentieri) qui trouve ici la limite nord de son aire de répartition. La forêt des Combots d'Ansoine, qui a le statut de réserve naturelle, est protégée dans le cadre du réseau Natura 2000 (protection des sites naturels de l'Union européenne ayant une grande valeur patrimoniale).
L'accès à la forêt est possible à partir de Royan en empruntant la D25 (prolongement de la rocade) jusqu'à Saint-Palais-sur-Mer (plage de la Grande-Côte). Plusieurs aires de stationnement ont été aménagées, de même que des sentiers de promenade balisés. La véloroute EuroVelo 1 (« Vélodyssée »), importante piste cyclable, permet également de rejoindre le site à partir de Royan ou de La Tremblade.